# Герцоги Феррарські
Ге́рцог Ферра́рський (лат. Dux Ferrariensis; італ. Duca di Ferrara) — титул правителя Феррарського герцогства у 1471—1598 роках. Належав італійській гілці шляхетного Естенського дому. Наданий 1471 року римським папою Павлом ІІ феррарському маркізу Борсо, в обмін на визнання сюзеренітету Святого Престолу. Його спадкоємці правили Феррарою 4 покоління. Усипальницею герцогів був монастир Тіла Господнього у Феррарі. В польських і староукраїнських джерелах титул міг перекладатися як князь Феррарський (пол. Książę Ferrarski; за аналогією з герцогами Сілезії, Пруссії чи Курляндії).

## Титули
- до 1471: Герцог Моденський і Реджоський, маркіз Естенський (італ. Duca di Modena e di Reggio, Marchese d'Este)[1].
- 1471—1534: Герцог Моденський і Реджоський, маркіз Естенський (італ. Duca di Modena e di Reggio, Marchese d'Este)[1].
- 1534—1597: Герцог Феррарський, Моденський, Реджоський і Шартреський, маркіз Естенський (італ. Duca di Ferrara, di Modena, di Reggio e di Chartres, Marchese d'Este)[1].

## Герцоги
- 1471: Борсо (Борсій)[1].
- 1471—1505: Ерколе I (Геркулес І)[1].
- 1505—1534: Альфонсо I (Альфонс І)[1].
- 1534—1559: Ерколе II (Геркулес ІІ)[1].
- 1559—1597: Альфонсо II (Альфонс ІІ)[1].
  - 1559: регент Рената Шартрська[1].
- 1597.10.27 — 1598.01.16: Чезаре[1].

## Таблиця
| Портрет | Ім'я                              | Роки життя              | Правління               | Титул / Примітки                                          | Династія  |
| ------- | --------------------------------- | ----------------------- | ----------------------- | --------------------------------------------------------- | --------- |
|         | Борсо Борсій Borso                | 1413.08.24 — 1471.04.20 | 1471.04.14 — 1471.08.20 | також герцог моденський і реджоський                      | Естенська |
|         | Ерколе I Геркулес І Ercole I      | 1431.10.26 — 1505.01.25 | 1471.08.20 — 1505.01.25 | молодший брат Борсо; також герцог моденський і реджоський | Естенська |
|         | Альфонсо I Альфонс І Alfonso I    | 1476.08.21 — 1534.10.31 | 1505.01.25 — 1534.10.31 | син Ерколе І; також герцог моденський і реджоський        | Естенська |
|         | Ерколе II Геркулес ІІ Ercole II   | 1508.04.08 — 1559.10.03 | 1534.10.31 — 1559.10.03 | син Альфонсо І; також герцог моденський і реджоський      | Естенська |
|         | Альфонсо II Альфонс ІІ Alfonso II | 1533.11.22 — 1597.10.27 | 1559.10.03 — 1597.10.27 | син Ерколе II; також герцог моденський і реджоський       | Естенська |